# Mars Surveyor Program
O Mars Surveyor Program foi um programa criado pela NASA para a exploração planeta Marte. Devido a insucesso da missão Mars Observer, a NASA traçou novos planos pra a exploração de Marte com a criação do Mars Surveyor Program. Este novo programa deveria realizar todos os objetivos da missão Mars Observer e um pouco mais. O Mars Surveyor Program utilizou espaçonaves mais baratas, mais modernas, além de novas engenharias e projetos. O principal objetivo desse programa era descobrir onde está a água de Marte.
O programa previa o lançamento de naves espaciais a cada 26 meses. As espaçonaves eram as seguintes: Mars Pathfinder, Mars Global Surveyor, Mars 98, Mars 2001, Mars 2003 e Mars 2005. A missão Pathfinder e a Mars Global Surveyor foram um enorme sucesso. No entanto, a Mars 98 Orbiter e Lander foram perdidas. Depois desta grande perda, a NASA viu a necessidade de repensar a exploração de Marte, encerrando o Mars Surveyor Program.